# هتشتادت
هتشتادت (به آلمانی: Hettstadt) یک شهر در آلمان است که در Würzburg واقع شده‌است.